# Lorius domicella
Il lori nucaviola (Lorius domicella) è un uccello della famiglia degli Psittaculidi, endemico dell'Indonesia.